# Hernán Márquez
Hernán Márquez Beltrán (Empalme, 4 settembre 1988) è un pugile messicano.
Soprannominato "Tyson", ha un record attuale di 25-0, con 18 successi prima del limite.